# Haval F7
Haval F7 (Хавейл Ф7) — компактний кросовер випускається з 2018 року компанією Haval — підрозділом китайського автовиробника Great Wall Motors.
Версія «крос-купе» під назвою F7х відрізняється лише зовні: занижена на 350 мм і «завалений» ззаду дах, трохи вкорочений задній звис.

## Історія

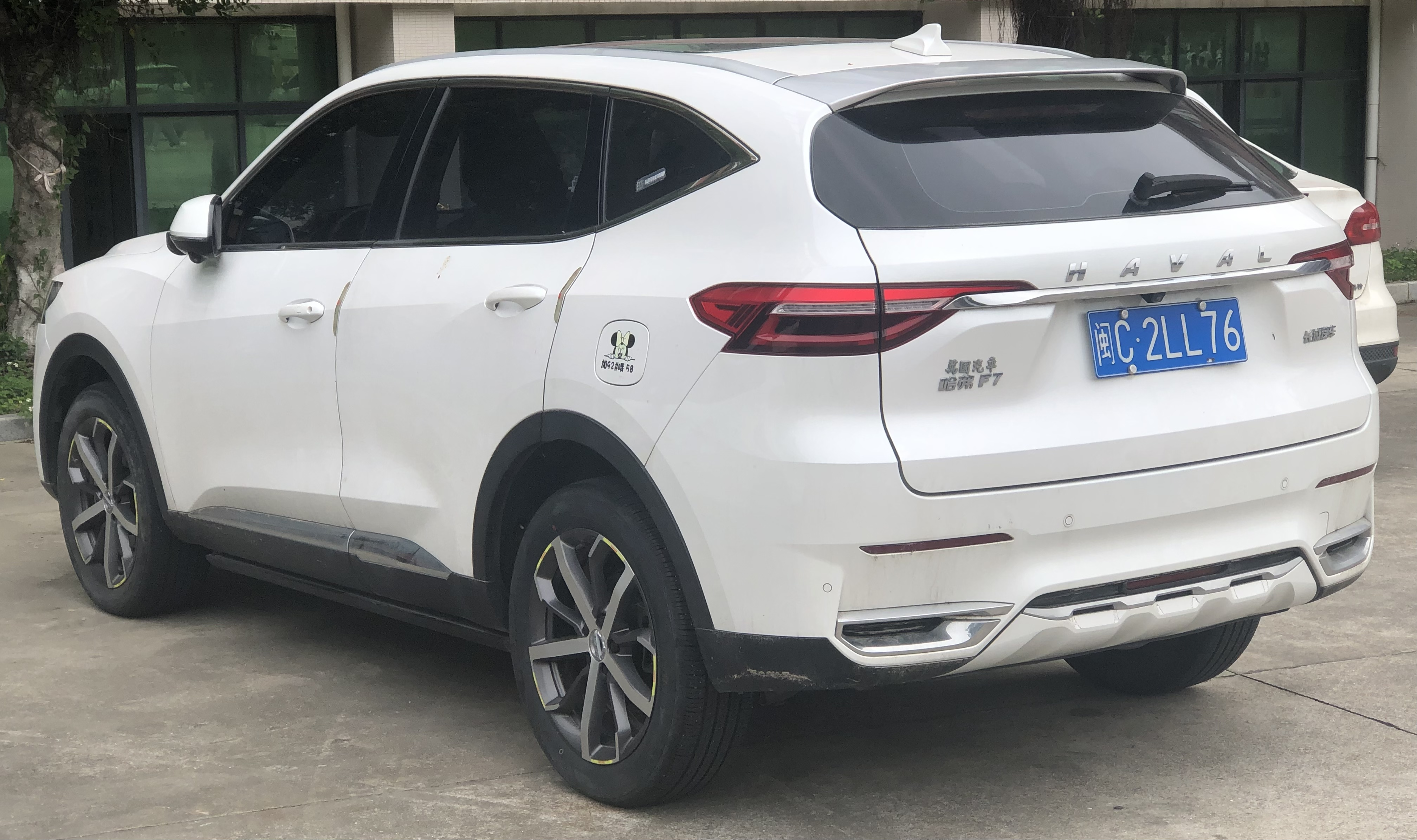
Haval F7

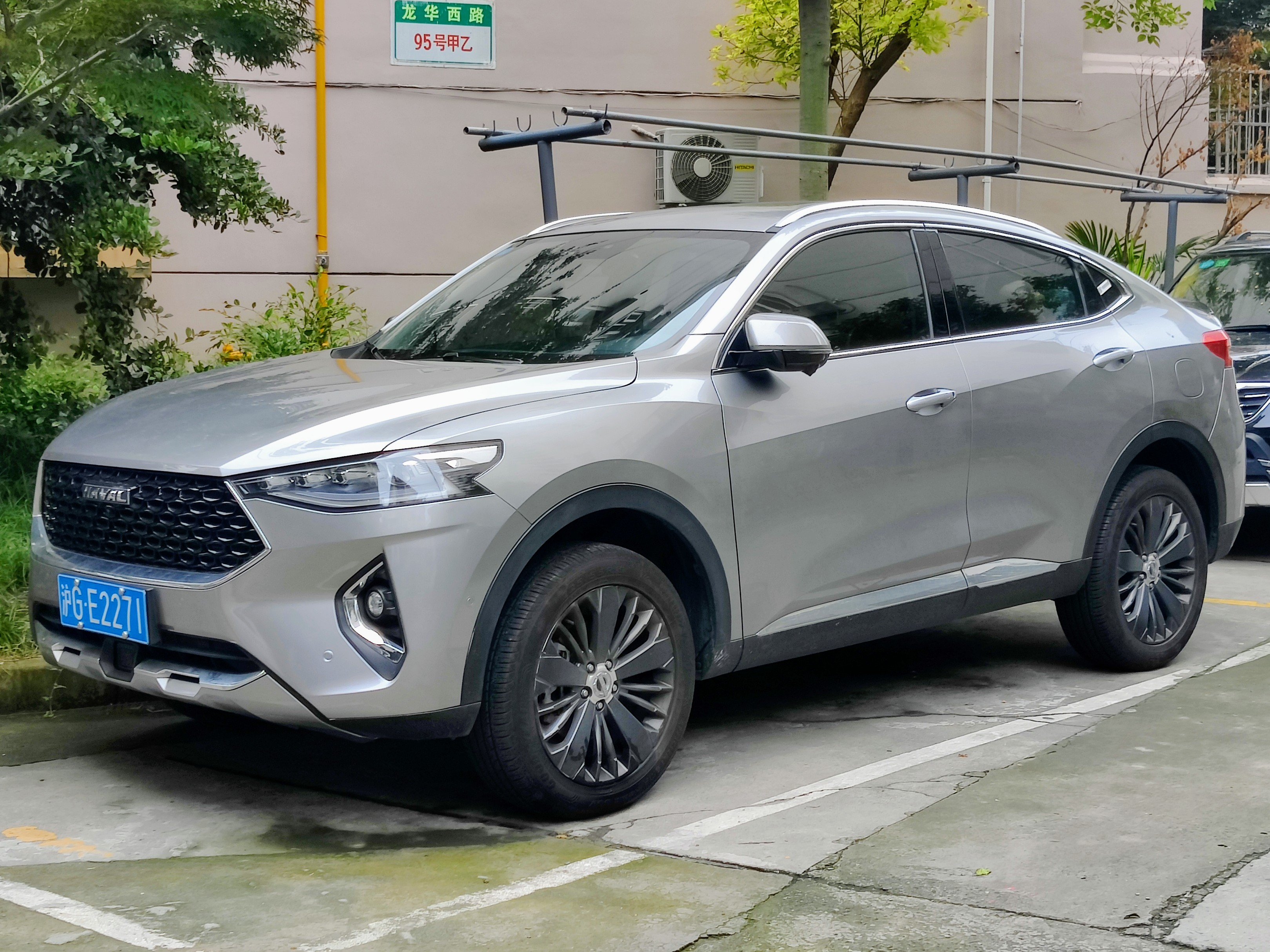
Haval F7x

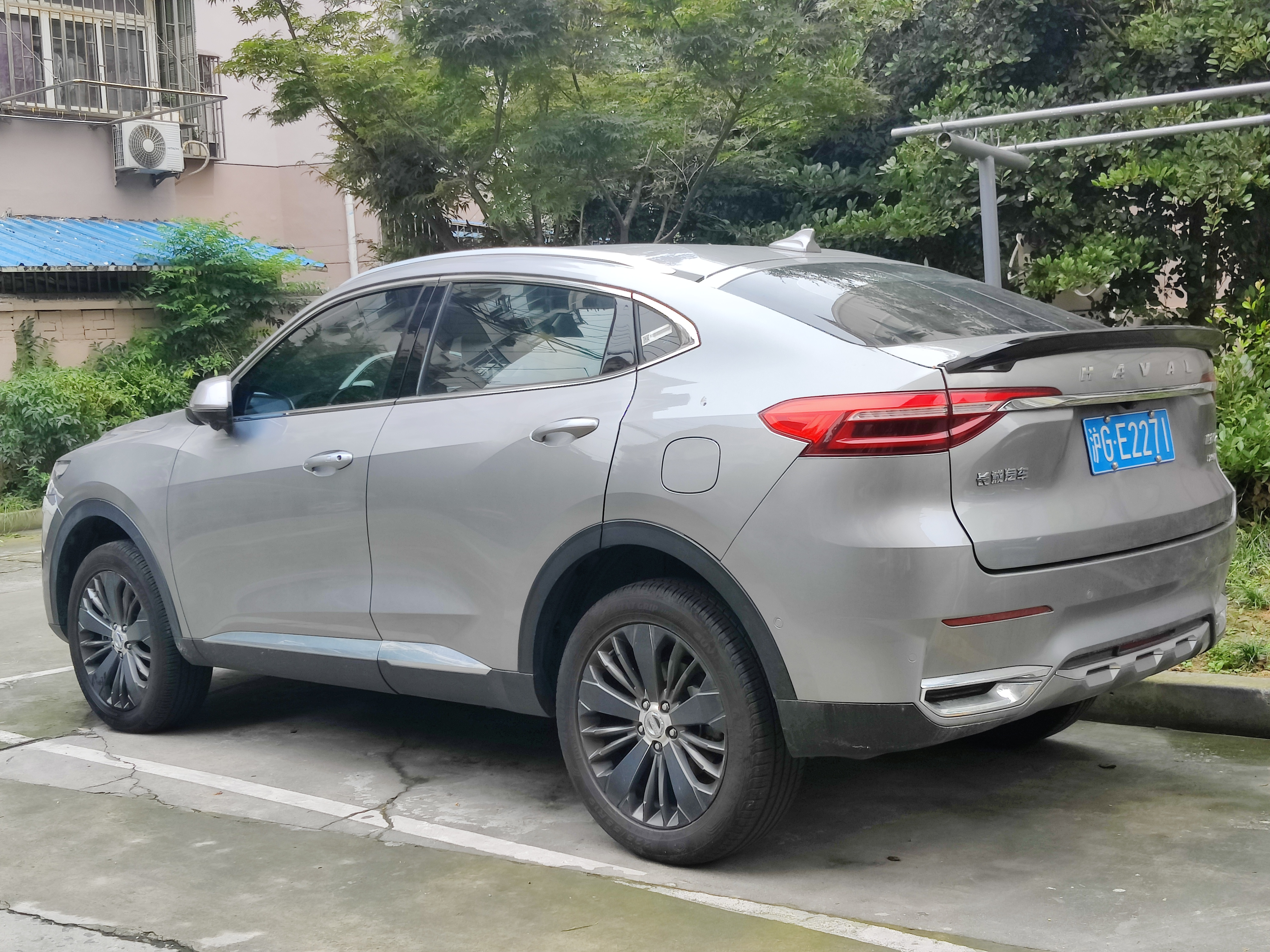
Haval F7x

Дизайн моделі заснований на дизайні концепт-кара Haval HB-02 представленого на автосалоні в Пекіні в 2016 році.
Літера «F» (Future) говорить про приналежність машини до «молодіжної» серії: F7 — друга модель «F серії» бренду, що стоїть в лінійці вище F5 .
Старт продажів в Китаї було розпочато 6 листопада 2018 року за ціною від 109 до 149 тис. юанів.

### Haval F7x
Фастбек-версія Haval F7 під назвою Haval F7x дебютувала під час Шанхайського автосалону 2019 року. Haval F7x має ті самі структури, що й Haval F7, і всі деталі перед центральними стійками однакові.

## Технічні характеристики
Довжина — 4620 мм, ширина — 1846 мм, висота — 1690 мм. Колісна база — 2725 мм.
Привід — на передні або на всі колеса.
Лінійка двигунів складається з двох бензинових 4-циліндрових турбованих агрегатів, які відповідають екологічному стандарту Євро-5 :
- 1,5-літровий GW4B15 потужністю 169 к. с., максимальний крутний момент 285 Нм при 1400-3000 об / хв.
- 2,0-літровий GW4C20NT потужністю 190 к. с., максимальний крутний момент 345 Нм при 2000-3200 об / хв.
- 2,0-літровий GW4C20NT потужністю 220 к. с., максимальний крутний момент 385 Нм при 2000-3200 об / хв.

Коробка передач — преселективний 7-ступінчастий «робот» 7DCT450 з двома зчепленнями. Це перший подібний агрегат, повністю розроблений і випущений в Китаї. 